# Travemunde Open 1981
Il Travemunde Open 1981 è stato un torneo di tennis facente parte della categoria ATP Challenger Series nell'ambito dell'ATP Challenger Series 1981. Il torneo si è giocato a Travemünde in Germania dal 30 giugno al 6 luglio 1981 su campi in terra rossa.

## Vincitori

### Singolare
Ulrich Pinner ha battuto in finale  Peter Elter con il punteggio di 6–4, 4–6, 6–3

### Doppio
Brad Guan /  Wayne Hampson hanno battuto in finale  Bruce Derlin /  David Mustard con il punteggio di 6–3, 6–4